# Laura Steinbach
Laura Steinbach (n. 2 august 1985, în Homburg) este o fostă handbalistă germană care a jucat pentru clubul ungar Ferencvárosi TC și pentru naționala Germaniei. Steinbach a evoluat pe postul de intermediar stânga..

## Carieră
Steinbach a reprezentat Germania la Jocurile Olimpice de vară din 2008, de la Beijing, unde echipa sa a terminat pe locul 11. De asemenea, ea a participat la Campionatul Mondial de Handbal Feminin din 2009, desfășurat în China.
În 2013, Laura Steinbach s-a transferat de la Bayer Leverkusen la formația budapestană Ferencváros.
Laura Steinbach este fata fostului înotător Klaus Steinbach. În 2016, Laura s-a căsătorit cu handbalistul spaniol Iker Romero.

## Palmares
- Cupa Germaniei:
  -  Câștigătoare: 2010